# Ambiaxius surugaensis
Ambiaxius surugaensis is een tienpotigensoort uit de familie van de Axiidae. De wetenschappelijke naam van de soort is voor het eerst geldig gepubliceerd in 2005 door Sakai & Ohta.